# V1494 Aquilae
V1494 Aquilae es el nombre que los astrónomos le dieron a la nova aparecida en la constelación de Aquila en 1999. La nova alcanzó un brillo de magnitud 8,8.

## Coordenadas
- Ascensión recta: 19h 23m 05s
- Declinación: +04° 57' 20"